# Детка (телесериал)
«Де́тка» — российский музыкально-комедийный телесериал производства кинокомпаний «АН-Фильм» и «Сила». Премьера состоялась 20 февраля 2012 года на телеканале СТС. В 2024 году премьера состоялась на телеканале Перец Internetional.

## Сюжет
Главный герой — стареющий, популярный в прошлом рок-музыкант Константин Подольский, ныне обнищавший и вынужденный перебиваться случайными заработками. Он неожиданно узнаёт, что у него есть пятнадцатилетняя дочка Юля. Она считает, что будущее за хип-хопом, и вскоре создаёт собственную группу. Мама бросила Юлю, улетев с любовником в Индию, и теперь Юля вынуждена жить со своим папашей, что приведёт ко множеству забавных ситуаций.

## В ролях
| Актёр                  | Роль                                                           |
| ---------------------- | -------------------------------------------------------------- |
| Сергей Шнуров          | Костя (Кастет) Подольский (Константин Улленович Подольский)    |
| Валентина Лукащук      | Юля Подольская, дочь Кости                                     |
| Сергей Рост            | Борис (Боб) Барков, друг и агент Кости                         |
| Иван Громов            | Сантьяго (Александр Бондаренко)                                |
| Василий Ракша          | Никита Маевский                                                |
| Элен Касьяник          | Мэлони                                                         |
| Роман Набатов          | Артём                                                          |
| Елена Морозова         | Елена Подольская, мать Юли                                     |
| Марина Коняшкина       | Галина Дмитриевна, учитель физкультуры                         |
| Людмила Полякова       | Быстрова Люсьена Эдгардовна, директор школы                    |
| Евгения Рябцева        | Кристина, девушка Никиты                                       |
| Михаил Козырев         | Григорий Бурмистров, владелец студии звукозаписи «Бурмистроff» |
| Валерий Афанасьев      | Уллен Михайлович, отец Кости                                   |
| Вадим Демчог           | Александр Феликсович, учитель литературы                       |
| Александр Касаткин     | Шувалов                                                        |
| Александр Баширов      | ZZ Top                                                         |
| Мария Сёмкина          | Нина, бывшая подружка Кости                                    |
| Спартак Сумченко       | Броник Заболотный, одноклассник Кости                          |
| Noize MC               | Камео                                                          |
| Евгения Агенорова      | Бабушка Сантьяго                                               |
| Виктор Логинов         | Владимир, актёр в лесу                                         |
| Алексей Хардиков       | Юрик, внебрачный сын Уллена Михайловича                        |
| Анна Антонова          | Алиса, знакомая Баркова                                        |
| Наталия Гулькина       | Надежда Кошкина, снималась в реалити-шоу «Забытые в чаще»      |
| Сергей «Паук» Троицкий | Камео                                                          |
| Андрей Антоненко       | Музыкант в группе Подольского                                  |
| Виктор Борисов         | Дядька                                                         |
| Аркадий Укупник        | Филиппов, снимался в реалити-шоу «Забытые в чаще»              |

## История создания
Создателем сериала является Вячеслав Муругов:

«Детка» была придумана на моей свадьбе: когда на сцене выступал Саша Пушной, у меня с коллегами родилась идея снять фильм о рокере лет эдак сорока, которого жизнь внезапно сводит с его 15-летней дочерью. И вот такая шуточная мысль выросла в оригинальный проект.— 
По первоначальному замыслу главную роль должен был исполнять Александр Пушной, однако, когда дело дошло до съёмок, он по определённым причинам не смог сниматься в проекте. В итоге на роль Константина Подольского был утверждён Сергей Шнуров.
Съёмки телесериала начались в конце лета 2011 года.

## Факты
- В числе саундтреков сериала песни Шнура (из творчества группы «Ленинград» и специально им написанные для «Детки»), также композиции хип-хоп исполнителя Noize MC[5] и «Внезапного сыча».
- В 3-й серии Константин Кастет Подольский обзванивает своих друзей в поисках займа. Предпоследним в списке числится Сергей Шнуров, протагонистом которого Подольский и является (Шнуров также упоминается и в 15-й серии). Тем не менее, сам себе он денег не даёт, поскольку занят на «корпоративах». Последним в списке фигурирует Паук. Очевидно, речь идёт о музыканте Сергее Троицком[6].
- В 10-й серии Константин Кастет Подольский предлагает название группы своей дочери: Ухо Ван Гога. Это было название группы, в которой Сергей Шнуров начал свою творческую деятельность.